# جيمس فنسنت ميرفي
جيمس فنسنت ميرفي (بالإنجليزية: James Vincent Murphy)‏ (و. 1880 – 1946 م) هو لغوي، ومؤلف، وصحفي، وكاهن كاثوليكي، ومترجم، وكاتب أيرلندي، توفي عن عمر يناهز 66 عاماً.

## التعليم
تعلم في Maynooth University ‏.

## أعمال بارزة
من أهم أعماله:
- كفاحي.